# Darceta falcata
Darceta falcata är en fjärilsart som beskrevs av Druce 1883. Darceta falcata ingår i släktet Darceta och familjen nattflyn. Inga underarter finns listade i Catalogue of Life.